# شهرستان پاولیکنی
شهرستان پاولیکنی (به بلغاری: Pavlikeni Municipality) یک شهرستان در بلغارستان است که در استان ولیکو تارنوو واقع شده‌است. شهرستان پاولیکنی ۶۲۲ کیلومتر مربع مساحت و ۲۶٬۳۴۲ نفر جمعیت دارد.